# Marschweg-Stadion
Het Marschweg-Stadion is een stadion in de Duitse stad Oldenburg. In het stadion speelt de voetbalclub VfB Oldenburg, dat in de Regionalliga Nord uitkomt (seizoen 2013/2014) hun thuiswedstrijden. Naast voetbal wordt het stadion ook gebruik voor atletiek. Het stadion heeft achter het doel aan de noordzijde geen tribune. Desondanks biedt het stadion plaats aan 15.200 toeschouwers, dit komt voornamelijk door de staantribunes aan de oost en zuid-zijde van het stadion. 